# Ferdinand Kiefler
Ferdinand Kiefler   (Viena, 4 d'agost de 1913 - Liblar, 13 de gener de 1945) fou un jugador d'handbol austríac que va competir durant la dècada de 1930.
El 1936 va prendre part en els Jocs Olímpics de Berlín, on guanyà la medalla de plata en la competició d'handbol.
Morí lluitant durant la Segona Guerra Mundial.